# الانتخابات البرلمانية السودانية 1948
أجريت الانتخابات البرلمانية في السودان في عام 15 نوفمبر 1948.

## خلفية
حلت الإصلاحات الدستورية في عام 1948 محل المجلس الاستشاري المعين بجمعية تشريعية. تضم الجمعية الجديدة 75 عضوًا
- 10 منهم تم تعيينهم من قبل الحاكم العام
- و 42 منهم منتخبون من قبل الكليات الانتخابية في المحافظات الشمالية
- و 13 مرشحًا من قبل مجالس المحافظات في المقاطعات الجنوبية الثلاث
- و 10 منتخبة مباشرةً في الخرطوم وأم درمان .

## حملة
قاطعت الانتخابات الأحزاب الموالية لمصر مثل الجبه الوطنية ولم يتبقى سوى حزب الأمة وجبهة الاستقلال (التي عارضت الاتحاد مع مصر) لخوض الانتخابات. و أدت المظاهرات إلى مقتل 10 أشخاص و 100 جريح.

## النتائج
فاز حزب الأم بـ26 مقعداً و فازت جبه الاستقلال بأربعة مقاعد.
تم انتخاب معظم الأعضاء الـ44 الباقين نفوذ المسؤولين و الشيوخ. و بلغت نسبة المشاركة في المقاعد المنتخبة مباشرة 18٪ فقط.

## ما بعد الكارثة
إجتمعت الجمعية التشريعية و المنتخبة حديثاً و لأول مرة في عام 15 ديسمبر 1948 م. تم انتخاب عبد الله خليل من حزب الأمة رئيسا.